# اندوتلین
اندوتلین (انگلیسی: Endothelin) پپتیدهایی هستند که در بسیاری از اندام‌های بدن گیرنده و اثراتی دارند. اندوتلین عروق خونی را منقبض کرده و فشار خون را افزایش می‌دهند. اندوتلین‌ها به طور معمول با مکانیسم‌های دیگر در تعادل نگه داشته می‌شوند، اما هنگامی که بیش از حد بیان شوند، به افزایش فشار خون بالا، بیماری‌های قلبی و سایر بیماری‌های بالقوه کمک می‌کنند. مهم‌ترین مکانیسم آزادسازی آن در بدن، آسیب شدید عروقی است.
اندوتلین‌ها پپتیدهای منقبض کننده عروق با ۲۱ اسید آمینه هستند که عمدتاً در اندوتلیوم تولید می‌شوند و نقش کلیدی در هم‌ایستایی عروق دارند. اندوتلین‌ها در بیماری‌های عروقی چندین سامانه بدن از جمله قلب، ریه‌ها، کلیه‌ها و مغز نقش دارند. از سال ۲۰۱۸، اندوتلین‌ها تحت تحقیقات گسترده اساسی و بالینی قرار دارند تا نقش آن‌ها در چندین سامانه بدن مشخص شود.
اندوتلین‌ها نام خود را از جداسازی این مواد در سلول‌های لایه درون‌رگی (اندوتلیوم) کشت شده به دست آورده‌اند.